# Mirosław Makaweew
Mirosław Botew Makaweew (bg. Мирослав Ботев Макавеев; ur. 16 lipca 1973) – bułgarski zapaśnik walczący w stylu wolnym. Olimpijczyk z Barcelony 1992, gdzie zajął dziesiąte miejsce w kategorii 100 kg.
Siódmy na mistrzostwach Europy w 1994. Brązowy medal na ME juniorów z 1991 roku.
- Turniej w Barcelonie 1992

Zwyciężył Johana Rossouwa z RPA i przegrał z Ali Kayali z Turcji, Leri Chabiełowem z WNP i Kazemem Gholamim z Iranu.